# Rostislav Zacharov
Rostislav Vladimirovitj Zacharov (ryska: Ростислав Владимирович Захаров), född 1907, död 1984, var en rysk dansare och koreograf, känd bland annat för sin uppsättning av Askungen.